# Problema de Riemann-Hilbert
Para el problema original de Hilbert sobre la existencia de ecuaciones diferenciales, teniendo un grupo de monodromía determinado, ver problema de Hilbert XXI.
En matemática, los problemas de Riemann–Hilbert, nombrado en honor a Bernhard Riemann y David Hilbert, son una clase de problemas que se plantean, entre otras cosas, durante el estudio de ecuaciones diferenciales en el plano complejo. Se han producido varios teorema de existencia para los problemas de Riemann–Hilbert por Krein, Gohberg y otros (ver el libro de Clancey y Gohberg (1981)).

## El problema de Riemann
Supongamos que Σ es un contorno cerrado simple en el plano complejo dividiendo el plano en dos partes por Σ+ (interior) y Σ− (el exterior), determinado por el índice del contorno respecto a un punto. El problema clásico, considerado en la tesis de Riemann (ver Pandey (1996)), fue el de encontrar una función 
{\displaystyle M_{+}(z)=u(z)+iv(z)\!}
analítica dentro de Σ+ tal que los valores límite de M+ a lo largo de Σ satisfaciese la ecuación
{\displaystyle a(z)u(z)-b(z)v(z)=c(z)\!}
para todos los z  ∈   Σ, donde a, b y c son funciones reales (Bitsadze, 2001).
Por el teorema de la función de Riemann, es suficiente considerar el caso cuando Σ es el círculo unidad (Pandey, 1996, §2.2). En este caso, uno puede buscar M+(z) junto con su reflexión Schwarz:
{\displaystyle M_{-}(z)={\overline {M_{+}\left({\bar {z}}^{-1}\right)}}.}
En la Σ del círculo de unidad, se tiene {\displaystyle z=1/{\bar {z}}} y así
{\displaystyle M_{-}(z)={\overline {M_{+}(z)}},\quad z\in \Sigma .}
Por lo tanto, el problema se reduce a encontrar un par de funciones M+(z) y M− (z) analítica, respectivamente, en el interior y el exterior del disco de la unidad, para que en el círculo unitario
{\displaystyle {\frac {a(z)+ib(z)}{2}}M_{+}(z)+{\frac {a(z)-ib(z)}{2}}M_{-}(z)=c(z),}
y, además, por lo que sostiene la condición en el infinito:
{\displaystyle \lim _{z\to \infty }M_{-}(z)={\bar {M}}_{+}(0).}

## El problema de Hilbert
La generalización de Hilbert fue considerar el problema de intentar encontrar M+ y M- analítica, respectivamente, en el interior y fuera de la curva Σ, tal que en Σ se tenga
{\displaystyle \alpha (z)M_{+}(z)+\beta (z)M_{-}(z)=c(z)\,}
donde α, β y c son funciones complejas arbitrarias dadas (ya no sólo complejo conjugadas).

## Problemas de Riemann–Hilbert
En el problema de Riemann, así como en la generalización de Hilbert, el contorno Σ fue simple. Un problema de Riemann–Hilbert completo permite que el contorno puede estar compuesto de alguna unión de varias curvas suaves orientadas, sin intersecciones. Los lados + y − del "contorno", podrán determinarse según el índice de un punto con respecto a Σ. El problema de Riemann–Hilbert es encontrar un par de funciones analíticas M+ y M-, en los lados + y − de Σ, respectivamente, sujetas a la ecuación
{\displaystyle \alpha (z)M_{+}(z)+\beta (z)M_{-}(z)=c(z)\,}
para todos los z ∈Σ.

## Generalización: problemas de factorización
Dado un "contorno" orientado Σ (ahora significa alguna unión orientada de curvas suaves sin auto-intersecciones en el plano complejo). Un problema de factorización de Birkhoff  es el siguiente.
Dada una función de matriz V definida en el contorno Σ, encontrar una función holomorfa de matriz M definido en el complemento de la Σ, que cumple dos condiciones:
1. Si M+ y M− denotan los límites no tangenciales de M según nos acerquemos a Σ y, a continuación, M+  =  M − V, en todos los puntos de no intersección en Σ.
2. Z tiende a infinito a lo largo de cualquier dirección, M tiende a la matriz identidad.

En el caso más simple V es lisa e integrable. En casos más complicados podría tener singularidades. Los límites M+ y M− podrían ser clásicos y continuos o podrían ser adoptados en el sentido  L 2.

## Aplicaciones
Los problemas de Riemann–Hilbert tienen aplicaciones para varias clases relacionadas de problemas.
A. Modelos integrables. El problema de dispersión espectral inversa o problemas inversos asociados al problema de Cauchy para ecuaciones en derivadas parciales de dimensión 1+1 en la línea, problemas periódicos o incluso problemas de frontera inicial, pueden indicarse como problemas de Riemann–Hilbert.
B. Polinomios ortogonales, Matrices aleatorias. Dado un peso en algún contorno, los polinomios ortogonales correspondientes pueden calcularse a través de la solución de un problema de factorización de Riemann–Hilbert. Además, se reduce la distribución de los valores propios de matrices aleatorias en varios conjuntos para cálculos de polinomios ortogonales (véase por ejemplo Deift (1999)).
C. Probabilidad combinatoria. El ejemplo más célebre es el teorema de Baik, Deift y Johansson (1999) en la distribución de la longitud de la subsecuencia creciente más larga de una permutación aleatoria.
En particular, los problemas de factorización de Riemann–Hilbert, se utilizan para extraer asíntotas para los tres problemas líneas arriba (digamos, como el tiempo tiende a infinito, como la dispersión coeficiente va a cero, o como el grado del polinomio vaya al infinito, o según el tamaño de la permutación vaya al infinito). Existe un método para extraer el comportamiento asintótico de las soluciones de problemas de Riemann–Hilbert, análogos al método de la fase estacionaria y el método de descenso escalonado aplicable a integrales exponenciales. 
Por analogía con los métodos clásicos de asintóticas, problemas de "1-deformaciones" de Riemann–Hilbert que no son explícitamente solubles a problemas que sí lo son. El método denominado "no lineal" de fase estacionaria es debido a Deift y Zhou (1993), expansión de una idea anterior de Its (1982) y Manakov (1979). 
Una extensión esencial del método no lineal de la fase estacionaria, ha sido la introducción de la tan llamada transformación g-función por Deift, Venakides y Zhou (1997), que ha sido crucial en la mayoría de las aplicaciones. Esto fue inspirado por el trabajo de Lax, Levermore y Venakides, que reduce el análisis de los límites de la pequeña dispersión de la ecuación KdV para el análisis de un problema de maximización para un potencial logarítmico en algún campo externo: un problema variacional de tipo "electrostática". La función g es la transformación logarítmica de la medida de "equilibrio" al máximo. 
Tal vez, la extensión más sofisticada hasta ahora de la teoría , es la aplicada al caso "no autoadjunto", es decir, cuando el operador Lax subyacente (el primer componente de la pareja Lax) no es autoadjunto, por Kamvissis, McLaughlin y Miller (2003). En ese caso, "contornos escalonados al descenso" son definidos y calculados. El problema variacional correspondiente es un problema de max-min: uno busca un contorno que minimiza la medida de "equilibrio". El estudio del problema variacional y la prueba de una solución regular, bajo ciertas condiciones en el campo externo, se hicieron en Kamvissis y Rakhmanov (2005).
Otra extensión de la teoría aparece en Kamvissis y Teschl (2012) donde el espacio subyacente del problema Riemann–Hilbert es una superficie de Riemann compacta hiper-elíptica. La teoría de deformación del problema de Riemann–Hilbert, se aplica al problema de estabilidad de la red infinita periódica Toda bajo una perturbación de "corto alcance" (por ejemplo, una perturbación de un número finito de partículas).